# Shahrestān-e Malārd
Shahrestān-e Malārd (persiska: شهرستان ملارد, ملارد) är en delprovins (shahrestan) i Iran.   Den ligger i provinsen Teheran, i den nordvästra delen av landet, 70 km väster om huvudstaden Teheran.
Delprovinsen hade 377 292 invånare 2016.